# Хазрет-Султан
Пік Хазрет-Султан (узб. Hazrati Sulton choʻqqisi, раніше пік імені XXII з'їзду КПРС) — гірська вершина в Гісарському хребті на кордоні Узбекистану і Таджикистану. Має висоту 4643 м над рівнем моря, що робить її найвищою горою Узбекистану (найвищою вершиною Таджикистану є пік Ісмаїла Самані в Памірі). Перейменована на честь середньовічного богослова і поета шейха Ходжі Ахмеда Ясаві, одним з прізвиськ якого був «Хазрет-Султан» (Святійший султан).